# Ludovic Mrazec

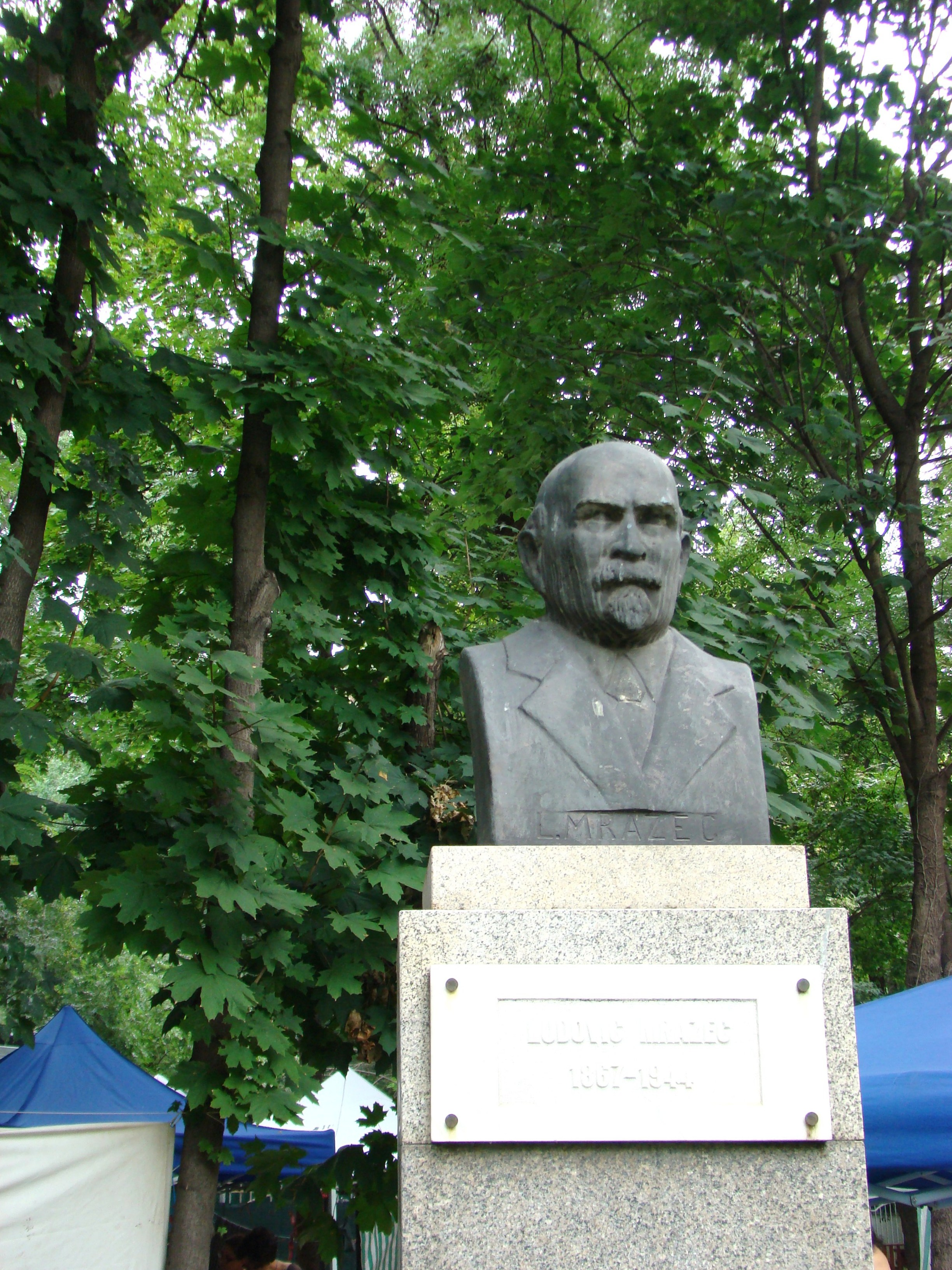
Ludovic Mrazec

Ludovic Mrazec (n. 17 iulie 1867, Craiova – d. 9 iunie 1944, București) a fost un om de știință român, specialist în geologie și în exploatarea petrolului, membru titular al Academiei Române și președinte al acesteia între 1932-1935. Ludovic Mrazec este personalitatea care și-a pus amprenta asupra dezvoltării extraordinare înregistrate de geologia românească la începutul secolului al XX-lea. El este primul specialist român care a susținut originea organică a petrolului. De numele său este legată și înființarea Institutului Geologic al României.

## Studii
Ludovic Mrazek s-a născut la data de 17 iulie 1867 în orașul Craiova într-o familie de etnie cehă-austriacă. Tatăl său, Ludovic Severin Francisc Mrazek, originar din localitatea Ober Cerekwe, azi Horní Cerekev din sudul Boemiei (Cehia), era farmacist, absolvent al Universității din Viena și se stabilise în România în anul 1861. Pasionat încă din copilărie de științele naturale, Ludovic Mrazek junior avea să-și consacre cea mai pare parte a vieții studiului geologiei. Dar, pe urmele tatălui său, a făcut la început studii de farmacie.
Ludovic Mrazek a făcut școala primară și liceul la Colegiul Național Carol I din Craiova. La sfatul tatălui său se înscrie la Facultatea de Farmacie din București unde îl va avea ca profesor pe Victor Babeș. În anul 1889 își ia licența în farmacie și interesul îi va fi atras de domeniul cercetărilor în aer liber și se va specializa în mineralogie. În acest sens, pleacă la Geneva unde îl întâlnește pe profesorul L. Duparc care-l inițiază în metodele teoretice și practice în studiul pământului. Ludovic Mrazek îmbină în mod creator mineralogia cu științele fizico-chimice, tectonica și petrografia. În anul 1891 își ia licența și în 1892 titlul de doctor cu teza  „La protogine du Mont-Blanc et les roches éruptives qui l’accompagnent”.

## Cariera didactică
La 1 decembrie 1894, este numit profesor de Cristalografie, Mineralogie și Petrografie la Universitatea din București, deținând în perioada 1894-1937 funcția de șef al Catedrei de Mineralogie. A predat cursul de "Cristalografie, Mineralogie și Petrografie" la Facultățile de Științe și Științe Naturale (Universitatea din București), la Facultatea de Farmacie și la Facultatea de Chimie Industrială (Institutul Politehnic).
Direcțiile de cercetare pe care le-a abordat prof. Mrazek s-au înscris într-un spectru foarte larg: Mineralogie, Petrologie metamorfică, Petrologie magmatică, Cartografie și Geologie structurală, Geologia petrolului, Petrografie sedimentară, Zăcăminte de minereuri.
În anul 1897, prof. Ludovic Mrazek a separat în Carpații Meridionali două grupuri de șisturi cristaline, diferite prin condițiile lor de metamorfism: grupul I, de metamorfism intens, suprapus peste grupul II, de metamorfism scăzut. Această observație i-a permis geologului Gh. Munteanu Murgoci să schițeze structura în pânză de șariaj a cristalinului din această zonă și să o numească Pânza getică.
În anul 1901 devine membru corespondent al Academiei Române, fiind ales în anul 1905 ca membru titular. A înființat "Institutul Geologic al României" al cărui director a fost din 1906 și până în 1928. În anul 1907, este ales președinte al Congresului Internațional al Petrolului.

## Cercetări asupra petrolului
Prof. Ludovic Mrazek de la Universitatea din București a fost primul geolog român care a susținut originea organică a petrolului și a subliniat rolul proceselor de bituminizare în natură. La Expoziția Internațională de la Paris (1900) a prezentat prima hartă a formațiunilor de sare din România, iar la Congresul Mondial al Petrolului (1907) a lansat teoria cutelor diapire și a explicat apariția petrolului din materia organică.
El a definit termenul de “diapir” și fenomenul de “diapirism” (deformări plastice și ridicarea sării prin străpungerea formațiunilor de deasupra zăcământului) pentru sarea gemă, demonstrând că ele pot oferi o capcană eficace pentru zăcămintele de hidrocarburi. În acest context, prof. Mrazek a explicat distribuția acumulărilor de hidrocarburi în zona neogenă, subcarpatică. Aceasta a avut un impact deosebit în explorarea și exploatarea petrolului și a gazelor naturale, deoarece a deschis perspective noi. Până atunci, singurul model de capcană erau domurile anticlinale închise pe toate cele patru laturi.
Ludovic Mrazek a influențat puternic întreaga activitate geologică în domeniul petrolier. Sub conducerea sa, în anul 1920 a fost elaborată prima hartă geologică a României.
În anul 1927, prof. Mrazek a deținut funcția de ministru al Comerțului și Industriilor. În aprilie 1930, este ales ca primul Președinte al Societății Geologice a României.
În perioada 1932-1935, prof. Ludovic Mrazek a fost președinte al Academiei Române. Este autorul a peste 100 de lucrări științifice, susținând de asemenea conferințe în numeroase domenii: minele de aur din România, clasificarea flisului românesc, depozitele de sulf din România, originea lacurilor sărate, originea loessului, exploatările miniere din România etc.
Ludovic Mrazek a încetat din viață la 9 iunie 1944 în București.